# XING
XING (Creada l'any 2003 s'havia anomenat openBC/Open Business Club fins al 17 de novembre de 2006). Xarxa social orientada als professionals. Creada des d'Hamburg, Alemanya, ha tingut un important creixement a Europa.
La plataforma ofereix perfils personals, grups, fòrums de discussió, coordinació d'esdeveniments, i altres característiques comuns de les xarxes socials. Ser membre és gratuït però moltes de les funcions bàsiques, com la recerca de persones amb qualificacions específiques i l'accés a les adreces de persones amb les qui no hi ha establerta una connexió mútua només es pot accedir pels membres premium (quota mensual de 5 €). La plataforma utilitza el protocol https i té una rígida política de privacitat no spam.
Els idiomes disponibles inclouen l'anglès, alemany, castellà, portuguès, italià, francès, neerlandès, xinès, finès, suec, coreà, japonès, rus, polonès, turc i hongarès. XING té un programació especial per a cada ciutat o regió del món amb un nivell important de membres. A través d'aquest programa s'organitzen actes locals per promoure l'ús de les xarxes socials com a eina de negocis i afavorir el contacte presencial directe entre professional com a mecanisme d'intercanvi d'idees i cooperació empresarial.
L'any 2007 va comprar les xarxes socials espanyoles orientades a negocis i professionals eConozco
 i Neurona.